# 2015年スリランカ大統領選挙
2015年スリランカ大統領選挙（2015ねんスリランカだいとうりょうせんきょ、英語: 2015 Sri Lankan presidential election）は、2015年1月8日に実施されたスリランカの国家元首である大統領を選出するための選挙である。当初の予定よりも2年前倒しで実施された。当時現職で与党統一人民自由同盟所属のマヒンダ・ラージャパクサが3期目を目指していたが、同同盟を離脱して統一国民党候補として立候補した元保健相のマイトリーパーラ・シリセーナが当選した。

## 主な候補者
主な候補者は当時現職大統領だった統一人民自由同盟（UPFA）のマヒンダ・ラージャパクサと、彼が党首を務めていたスリランカ自由党で幹事長を務め、当時保健大臣だったマイトリーパーラ・シリセーナの2名。
| 新民主戦線                   | 統一人民自由同盟         |
| マイトリーパーラ・シリセーナ | マヒンダ・ラージャパクサ |
|                              |                          |
| 前保健大臣                   | 前大統領                 |
| 西部州                       | 南部州                   |